# Otto Dempwolff
Otto Dempwolff (25 de mayo de 1871 en Baltisk, provincia de Prusia - 27 de noviembre de 1938 en Hamburgo) fue un médico, lingüista y antropólogo alemán especializado en el estudio de la familia de lenguas austronesias.
Inicialmente formado como médico, Dempwolff comenzó su investigación lingüística mientras se desempeñaba como médico en las colonias alemanas de Nueva Guinea Alemana y África Oriental Alemana. Bajo la tutoría de Carl Meinhof, comenzó su carrera académica en el Hamburgisches Kolonialinstitut, que más tarde pasó a formar parte de la Universidad de Hamburgo. En 1931, fundó el "Seminar für indonesische und Südseesprachen", que dirigió hasta su muerte en 1938. También fue nombrado miembro de la "Königlich Preußische Phonographische Kommission" (Comisión Fonográfica Real de Prusia) por su experiencia. en medicina, así como en lenguas africanas e indonesias. El objetivo de la comisión era registrar los aproximadamente 250 idiomas hablados por los prisioneros de los campos de prisioneros de guerra alemanes de la Primera Guerra Mundial.
Su obra maestra "Vergleichende Lautlehre des austronesischen Wortschatzes" (Fonología comparada de los vocabularios austronesios) (1934-1937) fue la primera reconstrucción sistemática y completa del sistema de sonidos y el vocabulario protoaustronesio.